# Radek Dvořák
Radek Dvořák, född 9 mars 1977, är en tjeckisk före detta professionell ishockeyspelare som sist spelade för Carolina Hurricanes i NHL. Han representerade tidigare Anaheim Ducks, Dallas Stars, Atlanta Thrashers, Florida Panthers, St. Louis Blues, Edmonton Oilers och New York Rangers.
Dvořák draftades i första rundan i 1995 års draft av Florida Panthers som tionde spelare totalt.
Den 27 januari meddelade Dvořák officiellt att han avslutar sin karriär som spelare. 